# Wangchenggang
Wangchenggang (王城岗; Wángchénggǎng) är en arkeologisk lokal i Henanprovinsen i norra Kina där stadsbebyggelse från den sena Longshankulturen har hittats. Sannolikt är fynden vid Wangchenggang lämningarna efter Kinas första huvudstad Yangcheng.

## Utgrävningarna
1977 hittades de första fynden vid Wangchenggang, som ligger precis väster om köpingen Gaocheng (告城) öster om Dengfeng nordväst om knutpunkten mellan Ying- och Wudufloden.
Den första bebyggelsen som hittades kom att kallas Lilla staden. Den lilla staden består av två rektangulära mur-befästa inneslutningar orienterade i öst-västlig riktning jämte varandra. Det västra området är kvadratisk med 90 meters sidor och upptar ca 8 500 kvadratmeter. Muren kring sydvästra hörnet är välbevarad. Den östra delen av Lilla staden är till stor del förstörd av Wuduflodens skiftning västerut. Totalt upptar det som är kvar av Lilla staden 1 hektar. I västra delen av Lilla staden har stor mängd offergropar hittats varav många innehåller människooffer.
En ytterligare utgrävning påbörjades 2002 och då hittades även Stora staden med en yta på 300 000 kvadratmeter Stora staden är omgiven av en mur och en stor vallgrav. Murarna består av packad jord som är ca 10 meter tjocka, och den omgivande vallgraven är ca 15 meter breda. Den norra muren är 350 meter lång.  I grunden till murarna finns offer och rester av bronsföremål. I området hittades även offergropar, jadeföremål och keramik.
Murarna i Stora- och Lilla staden är uppförande i liknande stil och i samma vinkel och Stora stadens norra mur sammanfaller med Lilla stadens nordvästra hörn.

## Datering
I området finns yngre kulturlager från Vår- och höstperioden (770 f.Kr.–481 f.Kr.) och från Erlitoukulturen (1750 f.Kr.–1530 f.Kr.). Övriga lager tillhör sena Longshankulturen.
Fynden från Longshankulturen representerar fem faser. 
Med kol-14-metoden är faserna daterade:

- Andra fasen: 2132/28 f.Kr. till 2084/82 f.Kr.[1]
- Tredje fasen: 2090 f.Kr. till 2030 f.Kr.[1]
- Fjärde fasen: 2050/41/38 f.Kr. till 1998/94/85 f.Kr.[1]

Det finns även källor som visar mot äldre dateringar.
Den Lilla staden är äldst och uppfördes under andra fasen. Stora staden med dess stadsmur och vallgrav härrör från tredje fasen. Det är oklart hur länge staden var i bruk och om den Stora staden ersatte de Lilla staden eller om de samexisterade. Under fas fyra och fem hade sannolikt befolkningen i området minskat påtagligt.
Keramikfynden området är daterade till både fas två, tre och fyra.

## Identifiering
I historiska krönikor såsom i Bambuannalerna och Shiben beskrivs att Xiadynastins första kung Yu de store grundade staden Yangcheng, som därmed blev Kinas första huvudstad. Sannolikt är Stora staden i Wangchenggang resterna efter Yangcheng. (Kronologiprojektet Xia–Shang–Zhou daterar starten på Xiadynastin till ca  2070 f.Kr.)
Det finns även teorier om att Lilla staden i Wangchenggang kan ha varit huvudstad för den mytologiska regenten Gun.